# Alexander Abernethy
Sir Alexander Abernethy (auch Abirnethy; † um 1315) war ein schottischer Adliger. Während des Ersten Schottischen Unabhängigkeitskriegs diente er als Militär auf englischer Seite.

## Herkunft und Jugend
Alexander Abernethy war ein Sohn von Hugh Abernethy und dessen Frau Mary Macdougall. Sein Vater war ein Baron mit Besitzungen um Abernethy in Perthshire südlich des Tay. Er wurde nach 1289 wegen des Mordes an Duncan, 8. Earl of Fife verhaftet und starb vor 1292 in Gefangenschaft. Alexanders Mutter wandte sich im Februar 1292 an das schottische Parlament, damit ihrem Sohn als Lord of Abernethy sein Erbe zugesprochen wurde. 1291 hatte Alexander wie seine Mutter dem englischen König Eduard I. die Treue geschworen, damit er als Oberherr von Schottland über die Ansprüche der Anwärter auf den schottischen Thron entscheiden sollte.

## Kampf auf schottischer Seite im Schottischen Unabhängigkeitskrieg
Obwohl 1292 mit John Balliol ein neuer schottischer König bestimmt wurde, beanspruchte der englische König weiterhin die Oberherrschaft. Nach einem siegreichen Feldzug 1296 besetzten die Engländer Schottland und zwangen Balliol zur Abdankung. Gegen die englische Herrschaft kam es ab 1297 zu einer landesweiten Revolte. Während des englischen Feldzugs von 1301 gehörte Abernethy mit Simon Fraser und Herbert Morham zu den Führern einer schottischen Streitmacht, die in Südschottland erfolgreich gegen die Engländer operierte. Dennoch wechselte angesichts der militärischen Überlegenheit der Engländer Robert Bruce, Earl of Carrick, der zuvor einer der Führer der Schotten gewesen war, vor Februar 1302 die Seiten. Nach dem Seitenwechsel von Bruce ergab sich auch Abernethy dem englischen König.

## Dienst als Militär des englischen Königs in Nordschottland
Eduard I. belohnte Abernethy, in dem er ihn Ende September 1303 mit dem Amt des Warden für die Region in Schottland zwischen dem Forth und dem Mounth, dem schottischen Hochland südlich des River Dee, betraute. Im Winter von 1303 bis 1304 empfing ihn Eduard I. in seinem Winterquartier in Dunfermline Abbey. Obwohl ihn der englische König 1305 seines Amtes als Warden enthob, blieb Abernethy auf englischer Seite, als Robert Bruce sich im März 1306 zum König der Schotten erhob und damit die Rebellion gegen den englischen König fortsetzte. Abernethy lehnte den Thronanspruch von Bruce ab und sammelte mit Truppen, um die neue Rebellion niederzuschlagen. Nach anfänglichen Rückschlägen konnte Bruce aber bis 1308 weite Teile von Schottland unter seine Kontrolle bringen. Abernethy war 1308 englischer Kommandant von Forfar Castle. Die Burg wurde Weihnachten 1308 von Philip the Forester in einem nächtlichen Überraschungsangriff für Bruce erobert. Abernethy überlebte die Eroberung, ihm wurde freier Abzug nach England gewährt.

## Weiterer Dienst als englischer Militär
Nach dem Verlust Nordschottlands und weiterer Gebiete an Bruce forderte Abernethy zusammen mit Ingram de Umfraville, Alexander und John Macdougall den englischen König Eduard II. am 16. Juni 1310 in Westminster eindringlich auf, einen Feldzug nach Schottland zu führen, um die dort verbliebenen englischen Burgen zu entsetzen. Eduard II. sprach Abernethy Clackmannan in Stirlingshire zu, doch der Feldzug des Königs im Herbst 1310 verbesserte die Lage der englischen Garnisonen in Schottland kaum. Vor 1312 wurde Abernethy Kommandant von Dundee, bis die Stadt im Frühjahr 1312 durch Edward Bruce, einem Bruder von Robert Bruce erobert wurde. Wie eine Reihe von anderen schottischen Adligen kämpfte Abernethy, auch nachdem seine Heimat in Perthshire an die Rebellen fiel, weiter entschlossen auf englischer Seite. Im August 1312 nahm er offenbar an einem englischen Parlament in Westminster teil, denn er erhielt am 4. Dezember 1312 eine Entschädigung für die durch seine Teilnahme entstandenen Kosten. Anfang 1313 geriet Abernethy bei der Eroberung von Perth in schottische Gefangenschaft. Er wurde aber offenbar freigelassen und ging nach England ins Exil. Nach dem schottischen Sieg in der Schlacht von Bannockburn im Juni 1314 erklärte Robert Bruce Abernethy offiziell für enteignet. Er vergab Clackmannan und die Besitzungen in Perthshire an seinen unehelichen Sohn Robert Bruce, andere Besitzungen fielen an Alexander Stewart of Bunkle. Abernethy starb vermutlich vor 1315, mit Sicherheit vor 1317 in England.

## Ehe und Nachkommen
Der Name von Abernethys Frau ist unbekannt. Er hatte mindestens zwei Töchter:
- Mary Abernethy ⚭ (1) Sir Andrew de Leslie of Leslie; ⚭ (2) Sir David de Lindsay of Crawford
- Margaret Abernethy († um 1370) ⚭ John Stewart, 1. Earl of Angus

Seine ältere Tochter Mary heiratete 1313 in erster Ehe einen englischen Ritter aus Cossington in Leicestershire. Seine jüngere Tochter Margaret heiratete um 1328 in Schottland John Stewart, den Sohn und Erben von Alexander Stewart of Bunkle, der 1314 einen Teil der Ländereien ihres Vaters erhalten hatte.